# 维约维克
维约维克（法語：Vieuvicq，法語發音：[vjøvik]）是法国厄尔-卢瓦省的一个市镇，属于沙托丹区。

## 地理
维约维克（48°15'50"N, 1°12'48"E）面积15.62 平方千米，位于法国中央-卢瓦尔河谷大区厄尔-卢瓦省，该省份为法国北部内陆省份，北起顺时针与厄尔省、伊夫林省、埃松省、卢瓦雷省、卢瓦-谢尔省、萨尔特省和奧恩省接壤。
与维约维克接壤的市镇（或旧市镇、城区）包括：伊利耶孔布赖、梅雷格利斯、蒙蒂尼勒沙尔蒂夫、莫特罗、圣阿维莱盖斯皮埃、耶夫尔、当若。

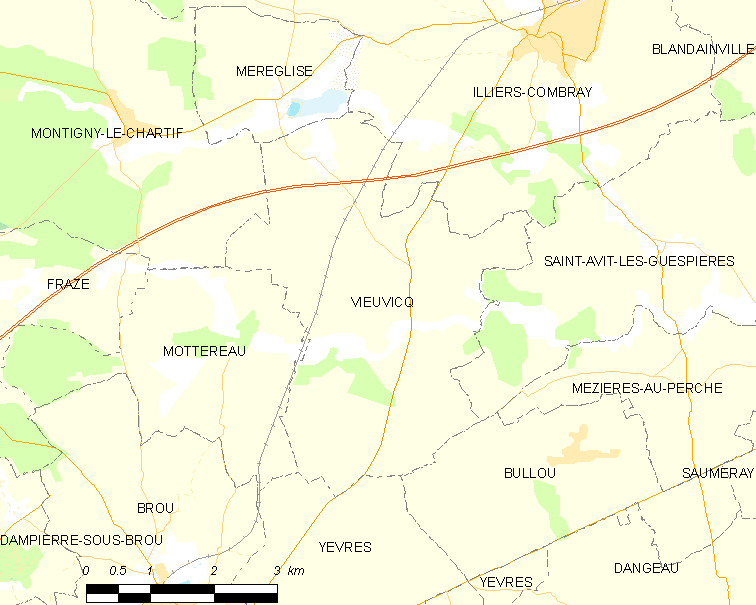
维约维克的OSM定位图

维约维克的时区为UTC+01:00、UTC+02:00（夏令时）。

## 行政
维约维克的邮政编码为28120，INSEE市镇编码为28409。

## 政治
维约维克所属的省级选区为伊利耶孔布赖县。

## 人口

1962-2008年间维约维克人口变化图示

维约维克于2022年1月1日时的人口数量为445人。